# 82. Infanterie-Division (Wehrmacht)
Die 82. Infanterie-Division war ein Großverband des Heeres der deutschen Wehrmacht im Zweiten Weltkrieg.

## Geschichte

### Aufstellung
Die Division wurde am 1. Dezember 1939 in der 6. Aufstellungswelle mit Reservisten aus dem Wehrkreis IX in Kassel mit Abstellungen aus den Wehrkreisen V und VI gemäß Befehl des OKH vom 11. November 1939 aufgestellt. Die Aufstellung der Stäbe erfolgte in Bad Hersfeld (Divisionsstab), Eschwege (Infanterie-Regiment 166) und Hanau (Artillerie). Im Januar 1940 verlegte die Division auf den Truppenübungsplatz Wildflecken zum Manöver und Ausbildung (Gefecht verbundener Waffen) auf Divisionsebene. Dort wurde die Division mit tschechoslowakischem Gerät ausgestattet und ausgerüstet.

### Westfeldzug
Am 5. Mai 1940 verlegte die Division mit dem Zug in den Bereitstellungsraum bei Bitburg. Sie marschierte über Vianden, Hompre, Wiltz und Neufchâteau nach Charleville. Ab dem 31. Mai beteiligte sie sich an offensiven Operationen im „Fall Gelb“ (Luxemburg) und „Fall Rot“ (Frankreich). Der Weg führte von Charleville über Rethel, Châlons-sur-Marne, Tours und Langres. Im Juli 1940 kehrte die Division nach Wildflecken zurück.

### Beurlaubung
Ab August 1940 wurde die Division beurlaubt und am 15. Februar 1941 wieder einbestellt.

### Besatzungstruppe Niederlande
Die Division verlegte Mitte Februar in die Niederlande in den Raum Breda, Rotterdam, Dordrecht, Utrecht und Haarlem, um die 197. Infanterie-Division abzulösen. Im März übernahm sie die Funktionen des „Befehlshabers der Truppen des Heeres in den Niederlanden“ vom Höheren Kommando z. b. V. XXXVII, das nach Belgien und Nordfrankreich überführt wurde. Am 14. März 1941 wurden von der 197. Infanterie-Division, die nach Polen verlegt werden sollte, Unterlagen zur Wahrnehmung der Aufgaben in Verbindung mit der Verwaltung der besetzen Niederlande übernommen. Am 25. August 1941 wurde der Division das Gebiet um die Städte Alkmaar, Groningen, Velsen, Leiden und Den Helder zugeordnet. Hier lautete der Auftrag: Ausbildung und Küstenschutz.
Am 7. Februar 1942 wurde befohlen, die Division zur vollständigen Kampfdivision auszubauen. Anfang März erhielten die Infanterieregimenter eine 13. (Infanteriegeschütz-)Kompanie. Die Division blieb als „Befehlshaber der Truppen des Heeres in den Niederlanden“ bis zum 30. April 1942. Dann gab sie diese Aufgabe an die 167. Infanterie-Division ab.

### Ostfront
Im Mai 1942 wurde die Division per Eisenbahntransport an die Ostfront, über Wolkowysk via Sluzk und Rogatschew in den zugewiesenen Bereitstellungsraum im Raum ostwärts Kursk, verlegt. Bis Juli 1942 unterstand die Division dem XXXXVIII. Panzerkorps, anschließend dem XIII. Armeekorps der 4. Panzerarmee (ab August 2. Armee) und nahm am Fall Blau (Angriff auf Woronesch) teil. Sie nahm im Bereich des Flusses Schtschigor zunächst an defensiven, dann im Bereich des Flusses Tim im Raum Wolowtschik bis Ende Juni an offensiven Kampfhandlungen teil.
Anschließend wurde sie nördlich von Kastornoje eingesetzt, ging dort in die Verteidigung über und wurde während der Woronesch-Charkower Operation der Roten Armee eingekesselt. Dabei wurde der Divisionskommandeur Bäntsch am 27. Januar 1943 verwundet und erlag seinen Verletzungen im Lazarett am 31. Januar 1943. Von Januar bis Februar 1943 lagen Teile der Division im frontnahen Bereich bei Kursk und wurden aufgefrischt (Wiederherstellung der Personal- und Materialsollstärke).
Die 82. Infanterie-Division bezog in der zweiten Hälfte des März 1943 Stellung im Gebiet nördlich von Rylsk (südlich Sewsk) und verteidigte diesen Bereich bis Juni 1943. In dieser Zeit war die 2. Armee (Generaloberst Walter Weiß) der Heeresgruppe Mitte (Generalfeldmarschall Günther von Kluge) unterstellt und nahm an Operationen im nördlichen Teil des Kursker Frontbogens (Unternehmen Zitadelle) im Raum Sumy teil.
Nach Abbruch des Unternehmens „Zitadelle“ begannen Rückzugsgefechte durch die von der Roten Armee durchgeführten Gegenoffensiven Operation „Kutusow“ und Operation „Rumjanzew“. Nachdem der rechte Flügel der 2. Panzerarmee (XIII. Armeekorps) Anfang September 1943 nach Süden abgedrängt wurde, wurde die Division mit dem XIII. Armeekorps am 3. September 1943 der 4. Panzerarmee unterstellt. Obwohl keine Aufzeichnungen ab August über die Lage, Gefechte und Einsätze der 82. Infanterie-Division zur Verfügung stehen, zeigen die Lagekarten der Heeresgruppe Süd, der 4. Panzerarmee und des XIII. Armeekorps, dass die Division in der Verteidigung, von spätestens Juni bis August 1943, im Bereich nördlich Rylsk lag. Rylsk fiel am 31. August 1943 an die Truppen der sowjetischen Zentralfront (Armeegeneral Konstantin Rokossowski). Sie lag in Verteidigung von August bis September 1943 östlich von Gluchow. Mit der „Panther-Bewegung“, setzt sich die Division, wie die gesamte Heeresgruppe SÜD, kämpfend über die Linie Gluchow–Konotop–Priluki–Jagotin vom 16. bis 27. September 1943 Richtung Kiew ab. Von Oktober bis Dezember 1943 im Raum Kiew bei Nowo Petrowzy und wurde zwischen dem 9. und 15. Oktober zu Angriffen auf den sowjetischen Brückenkopf im Raum Stari Petrivtsi – Lyutizh (dt. Schreibweise: Lyutesch) – Demydiv (dt. Schreibweise Demidowo) eingesetzt. Der breite Dnepr war eine ideale Sperre im Verteidigungskonzept der Wehrmacht, die der Roten Armee 1943 hohe Verluste beibrachte. Bei Wyschhorod, nahe der Desna-Mündung, kam es zu heftigen Kämpfen, weil sowjetische Truppen dort ihre Kräfte konzentrierten. Die Kämpfe hatten zur Folge, dass die Grabeskirche der Märtyrer-Heiligen Boris und Gleb, der Schutzheiligen des Kiewer Reiches, zerstört wurde. Diese wurde bis 2010 wieder aufgebaut. Am 3. November verlegte die Division südlich Kiew und wird im Lagebericht am 6. und 7. November am Stugna-Abschnitt (Stugna-Stellung), im allgemeinen Raum Plessezkoje-Kopatschiw-Trostinka, kämpfend rückgehend genannt. Von Januar bis März 1944 zog sich die Division kämpfend in den Raum Kamenets-Podolsk (ukr. Kamjanez-Podilskyj) zurück. Dort wurde die Division im April 1944 im Bereich Bershchew-Tschortkow eingekesselt (Hube-Kessel).

### Auflösung
Teile der Division gingen in Gefangenschaft und die im wandernden Kessel verbliebenen Restteile wurden im Raum Buczacz, nach Auflösung der 82. Infanterie-Division am 10. Mai 1944.

### Verwendung der Reste der Division
Als Divisionsgruppe 82 wurde die Reste des Verband von der 254. Infanterie-Division aufgenommen. Am 4. Juli 1944 wurde die verbliebene Divisionsgruppe 82 zum Grenadier-Regiment 474 umgegliedert. Das Regiment wurde im April 1945 aufgelöst und durch das Grenadier-(Fahnenjunker) Regiment 1238 ersetzt.

## Kriegstagebücher, Tätigkeitsberichte, Gerichtsakten
Die Aufzeichnungen der Kriegstagebücher (KTB) der 82. Infanterie-Division enden im Juni 1943, sie sind vermutlich bei den Absetzbewegungen nach Westen und der Einkesselung bei Kamenez-Podolski verloren gegangen oder vernichtet worden. Die vorhandenen Aufzeichnungen wurden nach dem Krieg von den Alliierten sichergestellt, dokumentiert und auf Microfiches archiviert. Die Ablichtungen befinden sich bei der NARA (National Archives and Records Administration).
Dass zumindest für Anfang 1944 noch Gerichtsakten der Division existieren, zeigt das Beispiel eines Verfahrens des Divisionsgerichts im Januar 1944 gegen einen Obergefreiten, der laut dem Gericht vorliegenden Tatbericht im Monat zuvor zusammen mit einem Kameraden eine 25-jährige verheiratete russische Frau vergewaltigt hatte. Obwohl das Gericht gemäß der Aussage der Frau das entsprechende Verbrechen bestätigte, wurden beiden Angeklagten mildernde Umstände zugebilligt und auf eine Zuchthausstrafe verzichtet.
Als Grund dafür wurde in der Urteilsbegründung vom 30. Januar 1944 angegeben,

„dass die in Deutschland geltenden harten Vorschriften zum Schutz der Frauenehre doch nicht ohne weiteres in gleicher Härte auf die Verhältnisse, unter denen der deutsche Soldat in Russland bereits seit langem eingesetzt ist, anzuwenden sind.“

## Gliederung
Stand: 15. Januar 1940
| Langtext                                  | Abkürzung          | Ergänzungen  |
| ----------------------------------------- | ------------------ | ------------ |
| Infanterieregiment                        | Inf.Reg. 158       | I.–III. Btl. |
| Infanterieregiment                        | Inf.Reg. 166       | I.–III. Btl. |
| Infanterieregiment                        | Inf.Reg. 168       | I.–III. Btl. |
| Artillerieregiment                        | Art.Reg. 182       | I.–IV. Abt.  |
| Divisionseinheiten 182*                   |                    |              |
| Feldersatzbataillon                       | FErsBtl 182        |              |
| Panzerabwehr-Abteilung                    | PzAbwAbt 182       |              |
| Aufklärungsabteilung                      | AufklAbt 182       |              |
| Pionierbataillon                          | PiBtl 182          |              |
| Infanterie-Divisions Nachrichtenabteilung | InfDivNachrAbt 182 |              |
| Infanterie-Divisions Nachschubführer 182  | InfDivNschbFhr 182 |              |

* Zu den Divisionseinheiten gehörten: Ordnungs- (Feldgendarmerie), Feldpost-, Veterinär-, Sanitäts-, Verwaltungsdienste sowie Truppenseelsorger
Änderungen in der Gliederung 1942:
- Umbenennung der Infanterieregimenter (InfRgt) in Grenadieregimenter (GrenRgt) am 15. Oktober 1942
- Umbenennung der Panzerabwehr-Abteilung (PzAbwAbt 182) in Panzerjägerabteilung (PzJgAbt), Ergänzt durch RadfSchw 182 und AufklAbt 182
- Umbenennung Infanterie-Divisions Nachschubführer 182 (InfDivNschFhr) in Kommandeur der Infanterie-Divisions Nachschubtruppen am 15. Oktober 1942
- Verschmelzung der Panzerabwehr-Abteilung 182 (PzAbwAbt 182) und Radfahrschwadron 182 (RadfSchw 182) zur „Schnelle Abteilung 182“ im Oktober 1942

Änderungen in der Gliederung 1943:
- Aufstellung Feldersatzbataillon 182 (FErsBtl 182) am 15. Juni 1943
- Neuaufstellung Panzerjägerabteilung 182 (PzJgAbt 182) im April 1943 (nach Verlusten Kessel Kastornoje)
- Neuaufstellung Schnelle Abteilung 182 im April 1943 (nach Verlusten Kessel Kastornoje)
- Neuaufstellung Pionierbataillon 182 (PiBtl 182) im April 1943 (nach Verlusten Kessel Kastornoje)
- Neuaufstellung Infanterie-Divisions Nachrichtenabteilung 182 (DivNachrAbt 182) im April 1943 (nach Verlusten Kessel Kastornoje)

Divisionsgruppe 82 (DivGr 82) ab 10. Mai 1944 nach Auflösung der Division
| Langtext                              | Abkürzung       | Ergänzungen |
| ------------------------------------- | --------------- | --- |
| Regimentsgruppe 158                   | RgtGr 158       | 1.–4. Kompanie, gebildet aus I./158 (1. Bataillon des Infanterieregimentes 158)                                                   |
| Regimentsgruppe 166                   | RgtGr 166       | 5.–8. Kompanie, gebildet aus I./166 (1. Bataillon des Infanterieregimentes 158) und der 13. und 14. Kompanien der Divisionsgruppe |
| Grenadierregiment 168 (Reste)         | IR 168          | auf RgtGr 158 und 166 verteilt und GrenRgt aufgelöst                                                                              |
| III. Abteilung Artillerieregiment 182 | III./ArtRgt 182 | gebildet aus II./ArtRgt 182 mit den Batterien 7.–9.                                                                               |

## Personen

### Kommandeure
| Übernahme        | Abgabe          | Dienstgrad          | Name                               |
| ---------------- | --------------- | ------------------- | ---------------------------------- |
| 1. Dezember 1939 | 1. April 1942   | Generalmajor        | Josef Lehmann                      |
| 1. April 1942    | 6. Juli 1942    | Generalmajor        | Friedrich Hoßbach*                 |
| 6. Juli 1942     | 31. Januar 1943 | Generalleutnant     | Alfred Bäntsch**                   |
| 31. Januar 1943  | 15. März 1943   | Generalleutnant     | Karl Faulenbach (nicht angetreten) |
| 15. März 1943    | April 1943      | Oberst/Generalmajor | Hans-Walter Heyne                  |
| April 1943       | Mai 1943        | Oberst              | Friedrich-August Weinknecht***     |
| Mai 1943         | 10. Mai 1944    | Generalleutnant     | Hans-Walter Heyne                  |

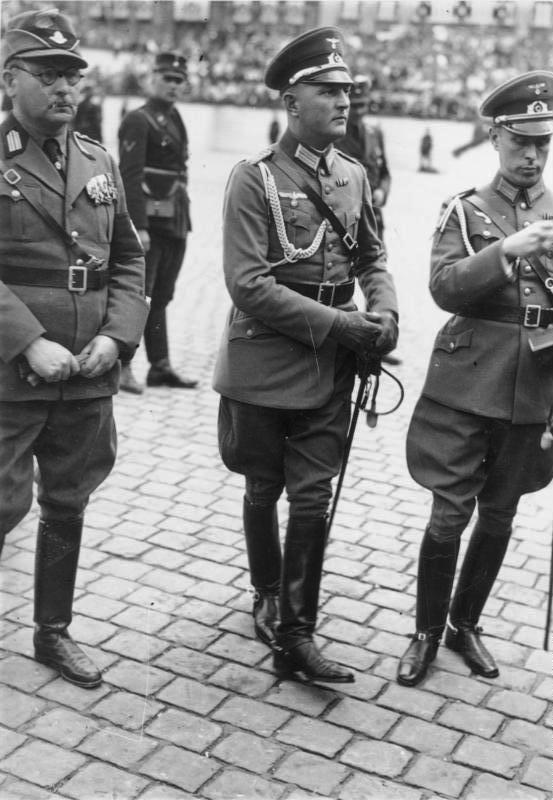
Friedrich Hoßbach (Mitte)

* fiel nach einem Lungendurchschuss aus

** verstarb schwerverwundet in Gefangenschaft, der Verbleib war der Truppe zunächst unbekannt

*** Stellenbezeichnung Divisionsführer

### Bekannte Divisionsangehörige
- Karl Sievers, von November 1939 bis März 1943 Kommandeur des Infanterie-Regiments 168, später Generalleutnant
- Otto Hitzfeld, ab dem 26. August 1939 bis zum 15. November 1940 Kommandeur des III. Bataillons des Infanterie-Regiments 158, später General der Infanterie

## Unterstellungen
| Datum                         | Heeresgruppe | Armee                                    | Korps    | Einsatzraum                                     |
| ----------------------------- | ------------ | ---------------------------------------- | -------- | ----------------------------------------------- |
| Mai 1940                      | OKH Reserve  | -                                        | -        | Bad Kissingen                                   |
| Juli 1940                     | BdE          | -                                        | -        | Heimat                                          |
| August 1940 bis Februar 1941  | (beurlaubt)  | -                                        | -        | Wehrkreis IX                                    |
| März bis Mai 1941             |              | Bef. Niederlande                         |          | Niederlande                                     |
| Juni 1941 bis Mai 1942        |              | Bef. d. Tr. d. Heeres i. d. Niederlanden |          | Niederlande                                     |
| Juni 1942                     | Süd          | 4. Pz                                    | XXXXVIII | Belgorod                                        |
| Juli 1942                     | Süd          | 4. Pz                                    | XIII     | Kursk                                           |
| August bis Dezember 1942      | B            | 2.                                       | XIII     | Woronesch (nördl. Kastarnoje)                   |
| Februar 1943                  | B            | 2.                                       | XIII     | Kursk (Teile der Division z. Vfg. Auffrischung) |
| März bis August 1943          | Mitte        | 2.                                       | XIII     | Sumy                                            |
| September bis Oktober 1943    | Süd          | 4. Pz                                    | XIII     | Kiew (nördl.)                                   |
| November 1943                 | Süd          | 4. Pz                                    | XXXXVIII | Kiew (südl.)                                    |
| Dezember 1943 bis Januar 1944 | Süd          | 4. Pz                                    | VII      | Belaja Zerkow                                   |
| Februar bis März 1944         | Süd          | 1. Pz                                    | VII      | Tscherkassy                                     |
| April 1944                    | Nordukraine  | 1. Pz                                    | XXXXVI   | Kamenets-Podolsk                                |
| Mai 1944                      | Nordukraine  | 1. Pz                                    | LIX      | Buczacz                                         |

nach Tessin